# Ferrières-les-Verreries
Ne doit pas être confondu avec Ferrières-la-Verrerie.
Ferrières-les-Verreries (en occitan Ferrièiras de las Veirièiras) est une commune française située dans le nord-est du département de l'Hérault en région Occitanie.
Exposée à un climat méditerranéen, elle est drainée par le Tourguille, le Rieu Massel et par deux autres cours d'eau. La commune possède un patrimoine naturel remarquable : un site Natura 2000 (les « hautes garrigues du Montpelliérais ») et cinq zones naturelles d'intérêt écologique, faunistique et floristique.
Ferrières-les-Verreries est une commune rurale qui compte 46 habitants en 2022, après avoir connu une forte hausse de la population depuis 1968. Elle fait partie de l'aire d'attraction de Montpellier. Ses habitants sont appelés les Ferriérains ou  Ferriéraines.

## Géographie
Ferrières-les-Verreries est située sur le plateau du Causse entre Saint-Martin-de-Londres, Saint-Bauzille-de-Putois et Pompignan. La commune située au nord du Pic-Saint-Loup, sur un éperon rocheux entre le bois du Pous et celui de Monnier, fait partie de la communauté de communes du Grand Pic Saint Loup. Elle se situe à environ 30 km au nord de Montpellier. Elle est positionnée sur la D107E4 qui vient de Claret et sur la D1E6 qui la relie à Saint-Martin-de-Londres et Pompignan. La limite entre les départements du Gard et l'Hérault est assez proche, au nord du village. Celui-ci domine les vestiges de la verrerie de Coulobrines (XVIIe siècle) d'où partait le chemin des Verriers via Claret et Valflaunés vers Sommières.

### Climat
Pour des articles plus généraux, voir Climat de l'Occitanie et Climat de l'Hérault.
En 2010, le climat de la commune est de type climat méditerranéen altéré, selon une étude s'appuyant sur une série de données couvrant la période 1971-2000. En 2020, Météo-France publie une typologie des climats de la France métropolitaine dans laquelle la commune est exposée à un climat méditerranéen et est dans la région climatique  Provence, Languedoc-Roussillon, caractérisée par une pluviométrie faible en été, un très bon ensoleillement (2 600 h/an), un été chaud (21,5 °C), un air très sec en été, sec en toutes saisons, des vents forts (fréquence de 40 à 50 % de vents > 5 m/s) et peu de brouillards.
Pour la période 1971-2000, la température annuelle moyenne est de 12,5 °C, avec une amplitude thermique annuelle de 16,9 °C. Le cumul annuel moyen de précipitations est de 1 069 mm, avec 7,8 jours de précipitations en janvier et 3,9 jours en juillet. Pour la période 1991-2020, la température moyenne annuelle observée sur la station météorologique la plus proche, située sur la commune de Saint-Martin-de-Londres à 11 km à vol d'oiseau, est de 13,8 °C et le cumul annuel moyen de précipitations est de 1 087,5 mm,. Pour l'avenir, les paramètres climatiques de la commune estimés pour 2050 selon différents scénarios d'émission de gaz à effet de serre sont consultables sur un site dédié publié par Météo-France en novembre 2022.

### Milieux naturels et biodiversité

#### Réseau Natura 2000

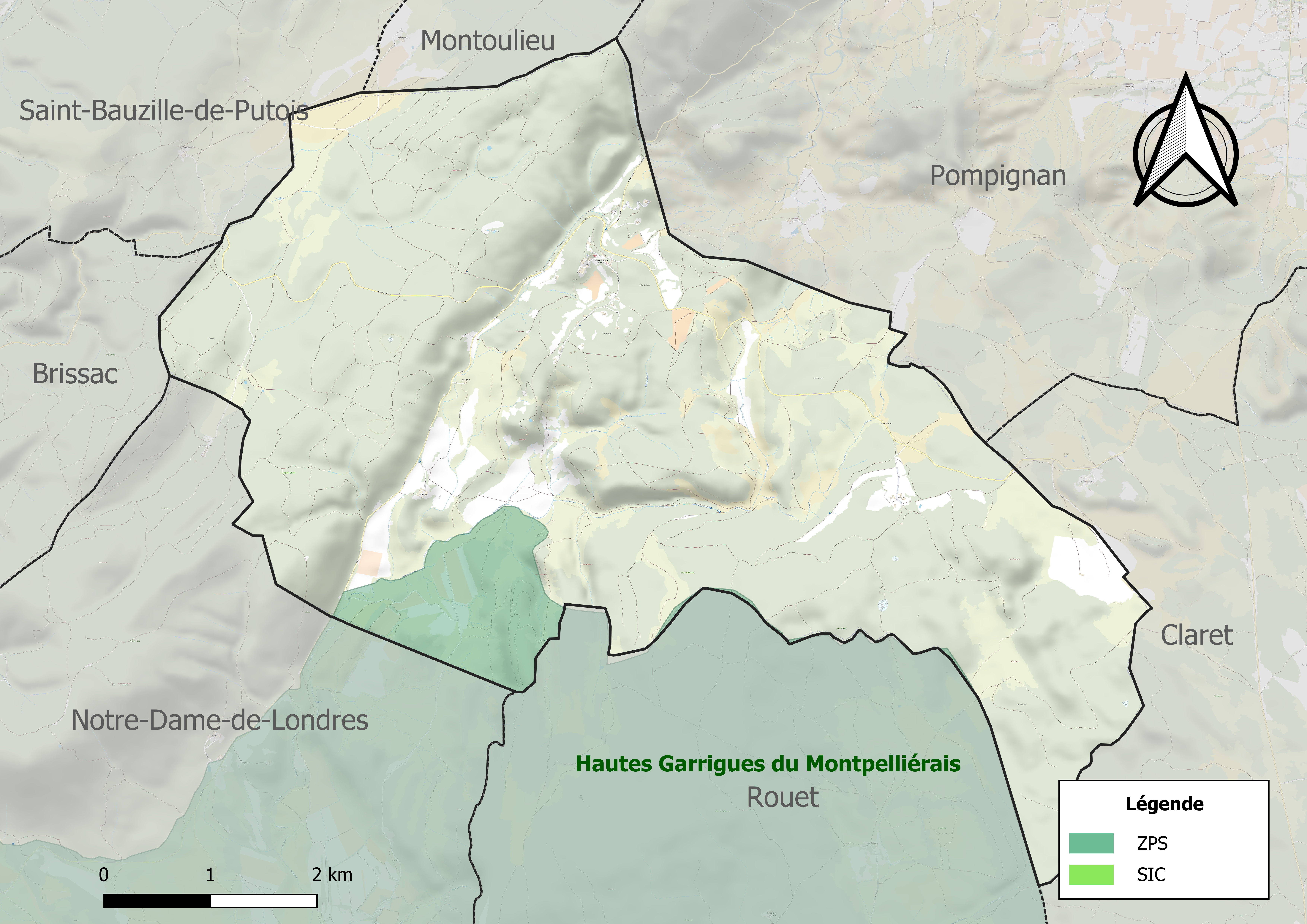
Sites Natura 2000 sur le territoire communal.

Le réseau Natura 2000 est un réseau écologique européen de sites naturels d'intérêt écologique élaboré à partir des directives habitats et oiseaux, constitué de zones spéciales de conservation (ZSC) et de zones de protection spéciale (ZPS).
Un site Natura 2000 a été défini sur la commune au titre  de la directive oiseaux :, abritant trois couples d'Aigles de Bonelli, soit 30 % des effectifs régionaux, d'une superficie de 45 444 ha, abritant trois couples d'Aigles de Bonelli, soit 30 % des effectifs régionaux.

#### Zones naturelles d'intérêt écologique, faunistique et floristique
L’inventaire des zones naturelles d'intérêt écologique, faunistique et floristique (ZNIEFF) a pour objectif de réaliser une couverture des zones les plus intéressantes sur le plan écologique, essentiellement dans la perspective d’améliorer la connaissance du patrimoine naturel national et de fournir aux différents décideurs un outil d’aide à la prise en compte de l’environnement dans l’aménagement du territoire.
Deux ZNIEFF de type 1 sont recensées sur la commune :
la « Bordure orientale du causse de l'Hortus » (1 478 ha), couvrant 5 communes dont une dans le Gard et quatre dans l'Hérault et 
la « plaine des Claparèdes » (189 ha), couvrant 3 communes du département
et trois ZNIEFF de type 2, : 
- le « massif du bois de Monnier » (5 858 ha), couvrant 8 communes dont trois dans le Gard et cinq dans l'Hérault[13] ;
- les « Pic-Saint-Loup et Hortus » (11 816 ha), couvrant 14 communes dont une dans le Gard et 13 dans l'Hérault[14] ;
- les « plaines de Pompignan et du Vidourle » (12 043 ha), couvrant 12 communes dont neuf dans le Gard et trois dans l'Hérault[15].

Carte des ZNIEFF de type 1 et 2 à Ferrières-les-Verreries.
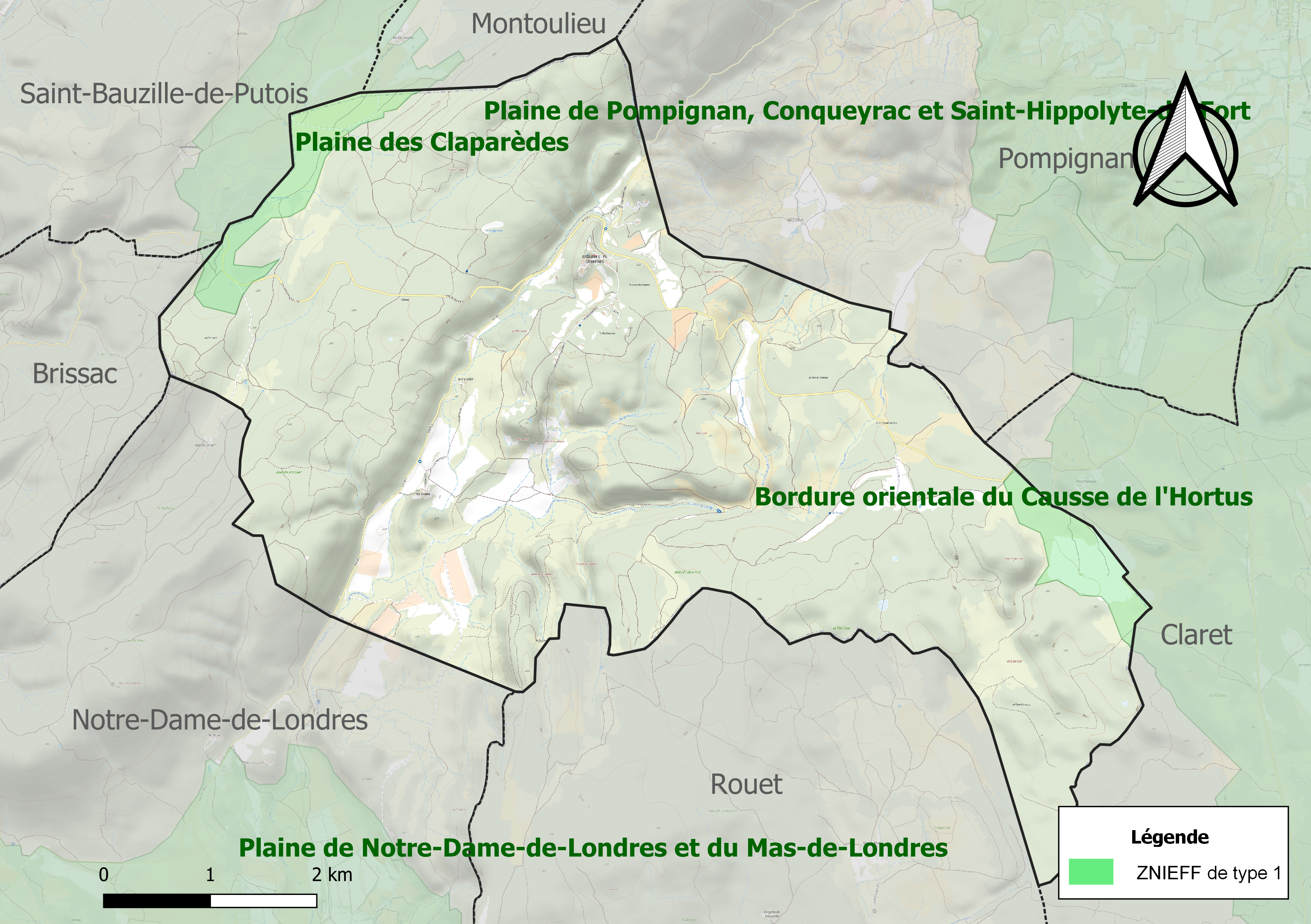
Carte des ZNIEFF de type 1 sur la commune.
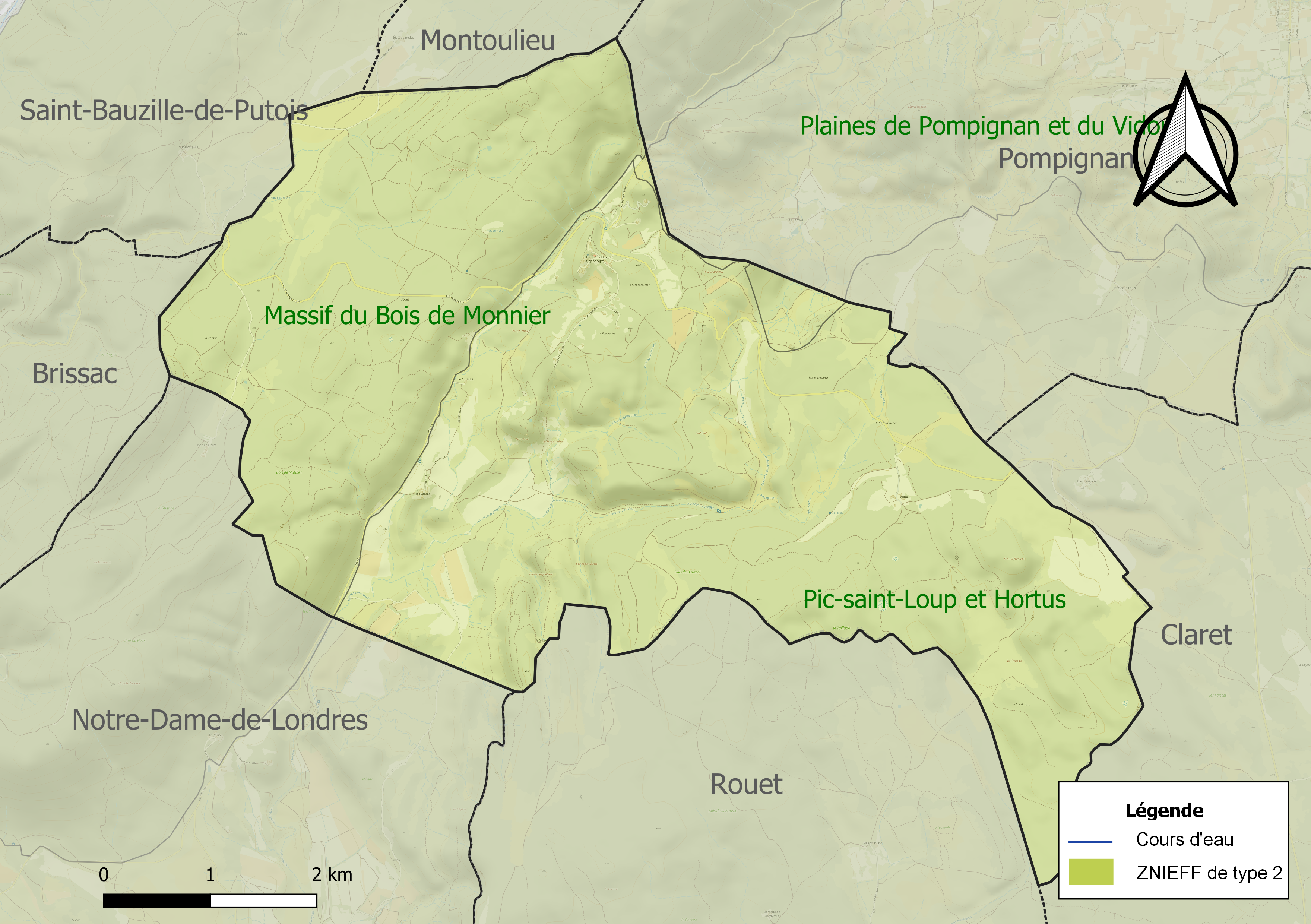
Carte des ZNIEFF de type 2 sur la commune.

## Urbanisme

### Typologie
Au 1er janvier 2024, Ferrières-les-Verreries est catégorisée commune rurale à habitat très dispersé, selon la nouvelle grille communale de densité à sept niveaux définie par l'Insee en 2022.
Elle est située hors unité urbaine. Par ailleurs la commune fait partie de l'aire d'attraction de Montpellier, dont elle est une commune de la couronne,. Cette aire, qui regroupe 161 communes, est catégorisée dans les aires de 700 000 habitants ou plus (hors Paris),.

### Occupation des sols
L'occupation des sols de la commune, telle qu'elle ressort de la base de données européenne d’occupation biophysique des sols Corine Land Cover (CLC), est marquée par l'importance des forêts et milieux semi-naturels (94,6 % en 2018), une proportion identique à celle de 1990 (94,6 %). La répartition détaillée en 2018 est la suivante : 
milieux à végétation arbustive et/ou herbacée (83,2 %), forêts (11,4 %) et zones agricoles hétérogènes (5,4 %). L'évolution de l’occupation des sols de la commune et de ses infrastructures peut être observée sur les différentes représentations cartographiques du territoire : la carte de Cassini (XVIIIe siècle), la carte d'état-major (1820-1866) et les cartes ou photos aériennes de l'IGN pour la période actuelle (1950 à aujourd'hui).

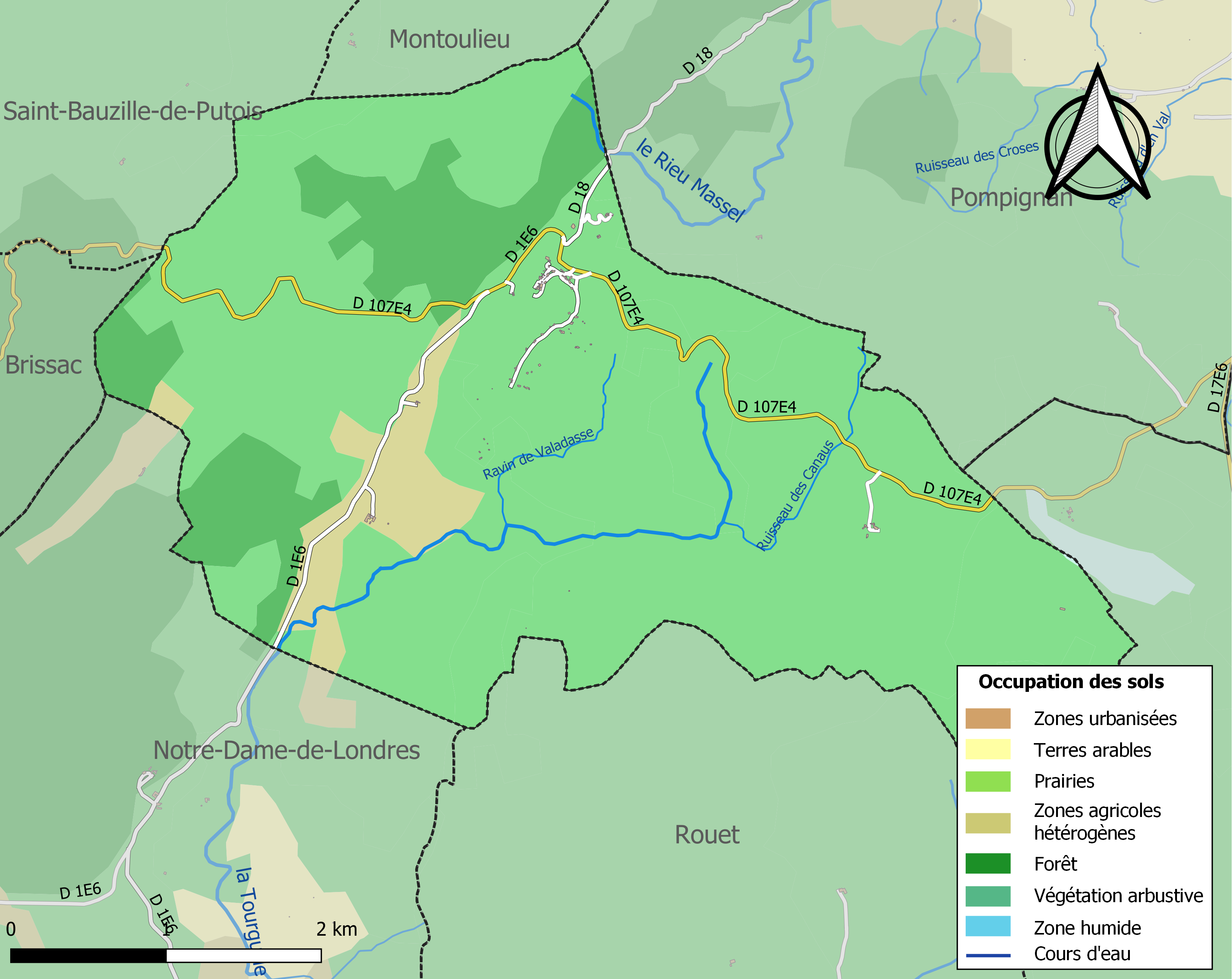
Carte des infrastructures et de l'occupation des sols de la commune en 2018 (CLC).

### Eau
Depuis la nuit des temps, Ferriéres-les-Verreries était alimenté par des eaux souterraines captées dans des citernes puis plus récemment par un forage communal situé au centre du village, solution précaire sur le plan sanitaire. En 2005, un chantier de raccordement en eau potable a été lancé par la municipalité en place. Une connexion de plus de cinq kilomètres au réseau du Pous sur la commune de Notre-Dame-de-Londres alimente le village en eau potable. Le coût total de l'opération a été de 748 000 € subventionnés par le Département et l'Etat à hauteur de 80%. Le solde a été pris en charge par la communauté de communes qui a ainsi joué la solidarité avec les Ferriérains,.

### Document d'urbanisme
Dans le passé, la commune de Ferrières-les-Verreries était soumise au Règlement National d'Urbanisme (RNU). Cela a engendré une urbanisation anarchique et consommatrice de vastes espaces. Une grande partie des constructions récentes a été réalisée dans le cadre du RNU dans les années 1990. C'est au cours du mandat municipal 2001-2008 qu'a été élaborée la carte communale dans l'objectif de mieux contrôler l'urbanisation de la commune et d'offrir aux habitants un cadre clair concernant leurs droits d'occupation des sols. Cette carte communale, approuvée le 21 février 2005, a permis de réduire de manière significative les risques de mitage en limitant les zones constructibles aux secteurs déjà occupés. C'est dans ce cadre que le raccordement de la commune au réseau d'eau potable a été réalisé. Cette carte communale a été vivement contestée par une partie des habitants, regroupés au sein d'une association d'opposition. Cette dernière a engagé une procédure contentieuse devant le tribunal administratif de Montpellier qui a été rejetée par un jugement rendu le 31 janvier 2008 .
Ce n'est que durant le mandat 2020-2026 que le conseil municipal a décidé de lancer un projet de PLU pour se conformer aux nouvelles réglementations en matière d'occupation des sols. Ce PLU a été approuvé le 11 décembre 2024, malgré une contestation marquée de la part d’une large partie des habitants, qui ont dénoncé un manque de concertation ainsi que des erreurs d’appréciation dans le choix des zones à urbaniser. Fort heureusement, une réserve formulée par la préfecture de l’Hérault  au sujet du risque incendie a conduit à un réexamen du point le plus contesté, permettant ainsi d’apaiser les oppositions et de répondre en partie aux préoccupations des contestataires. Ce PLU fait néanmoins l’objet d’un recours porté par une famille propriétaire devant le tribunal administratif.

### Risques majeurs
Le territoire de la commune de Ferrières-les-Verreries est vulnérable à différents aléas naturels : météorologiques (tempête, orage, neige, grand froid, canicule ou sécheresse), feux de forêts et séisme (sismicité faible). Un site publié par le BRGM permet d'évaluer simplement et rapidement les risques d'un bien localisé soit par son adresse soit par le numéro de sa parcelle.
Ferrières-les-Verreries est exposée au risque de feu de forêt. Un plan départemental de protection des forêts contre les incendies (PDPFCI) a été approuvé en juin 2013 et court jusqu'en 2022, où il doit être renouvelé. Les mesures individuelles de prévention contre les incendies sont précisées par deux arrêtés préfectoraux et s’appliquent dans les zones exposées aux incendies de forêt et à moins de 200 mètres de celles-ci. L’arrêté du 25 avril 2002 réglemente l'emploi du feu en interdisant notamment d’apporter du feu, de fumer et de jeter des mégots de cigarette dans les espaces sensibles et sur les voies qui les traversent sous peine de sanctions. L'arrêté du 11 mars 2013 rend le débroussaillement obligatoire, incombant au propriétaire ou ayant droit,.

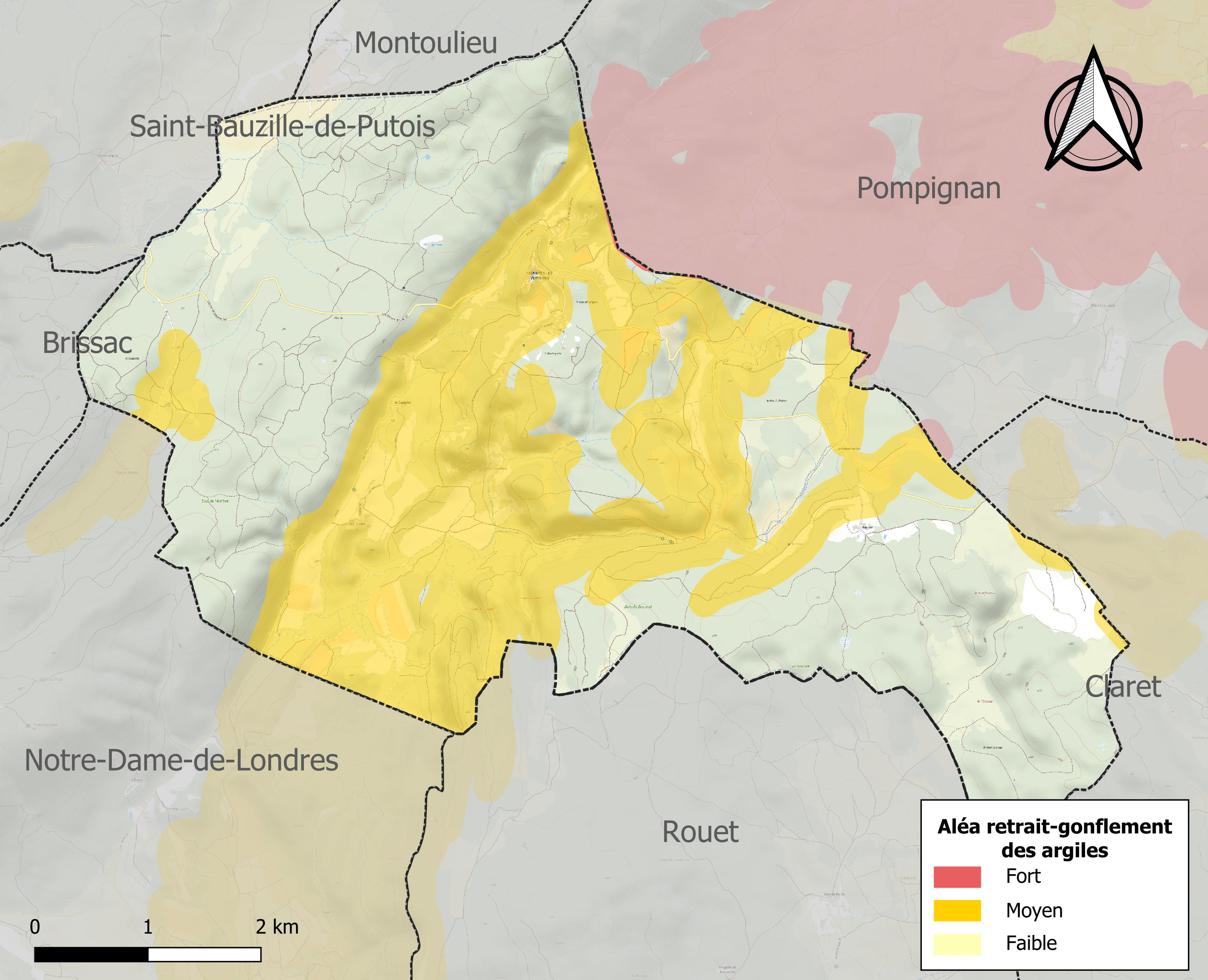
Carte des zones d'aléa retrait-gonflement des sols argileux de Ferrières-les-Verreries.

Le retrait-gonflement des sols argileux est susceptible d'engendrer des dommages importants aux bâtiments en cas d’alternance de périodes de sécheresse et de pluie. 41,5 % de la superficie communale est en aléa moyen ou fort (59,3 % au niveau départemental et 48,5 % au niveau national). Sur les 41 bâtiments dénombrés sur la commune en 2019, 35 sont en aléa moyen ou fort, soit 85 %, à comparer aux 85 % au niveau départemental et 54 % au niveau national. Une cartographie de l'exposition du territoire national au retrait gonflement des sols argileux est disponible sur le site du BRGM,.
Par ailleurs, afin de mieux appréhender le risque d’affaissement de terrain, l'inventaire national des cavités souterraines permet de localiser celles situées sur la commune.
La commune a été reconnue en état de catastrophe naturelle au titre des dommages causés par les inondations et coulées de boue survenues en 1982 et 1992.

## Toponymie

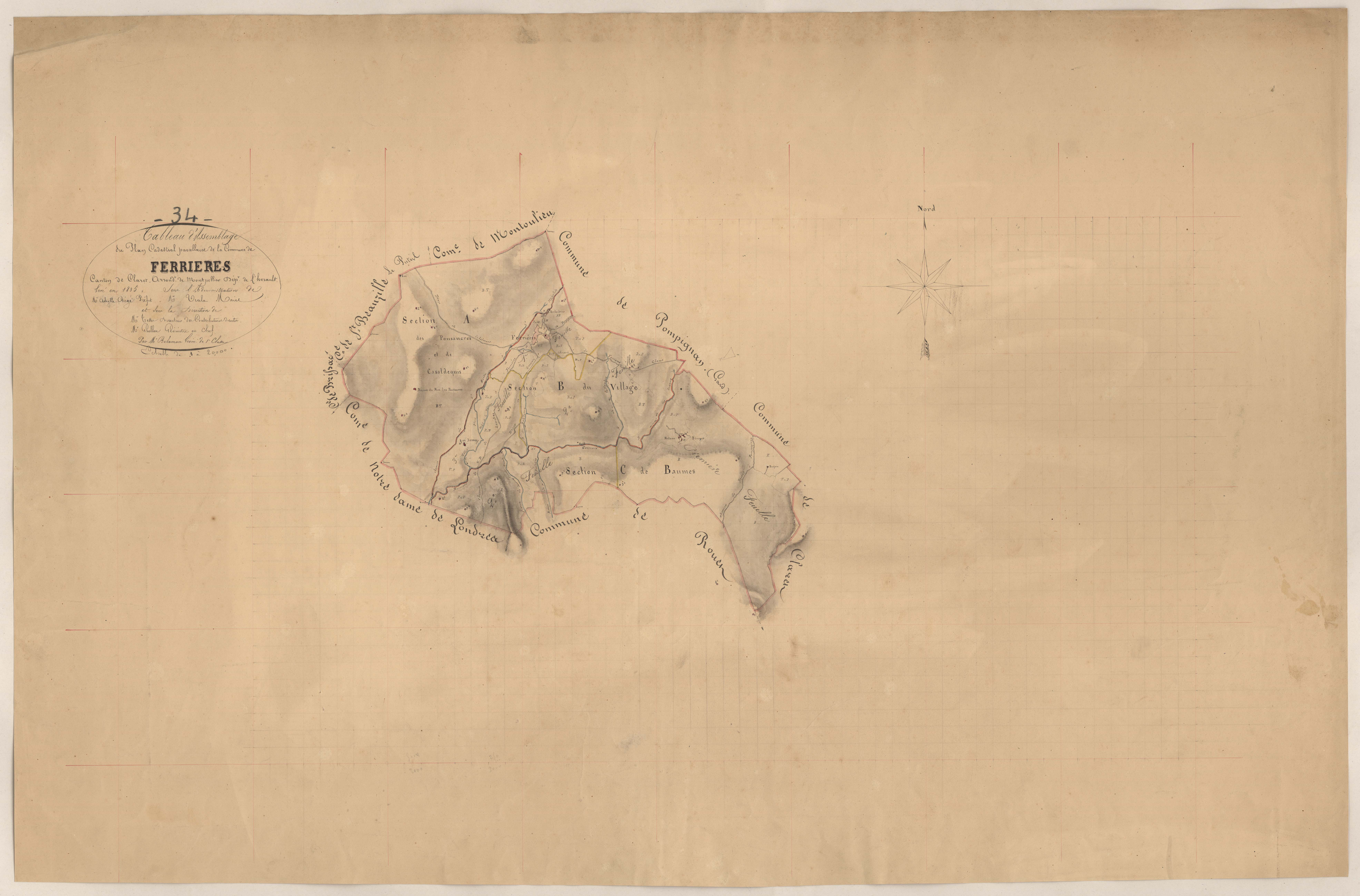
Cadastre napoléonien : tableau d'assemblage (1835)

Attestée sous les formes Mansum de Ferreris en 1116, De Ferreriis en 1293.
Pluriel de l'occitan ferrièra, « forge catalane, mine de fer », pluriel du latin ferraria, « Installation pour extraire, fondre et forger le fer ». Dérivé de fer, avec le suffixe -ière.
Le 30 novembre 1918, Ferrières prend le nom de Ferrières-les-Verreries.

## Histoire
Les premières mentions archivistiques de Ferrières-les-Verreries remontent à 1116, dans le Cartulaire de Maguelone (mansum de Ferreris cité par Frank R. Hamlin dans sa Toponymie de l’Hérault parue en 2000). L’occupation du territoire est bien sûr plus ancienne. De multiples dolmens datant de l’âge du cuivre ont été réalisés par les Ferriériens. Une tombe collective préhistorique est aujourd’hui visible sur le sentier de randonnée des Asphodèles. Au Moyen Âge et à l’époque moderne, la vie de la communauté s’articule autour de l’agriculture et de l’artisanat verrier. La plus ancienne verrerie de Ferrières est celle de Baumes. Des fouilles menées en 1989 ont aussi permis de reconstituer la verrerie de Couloubrines. La présence importante de bois (chêne blanc notamment) explique le développement de cette industrie sur le territoire de la commune et plus largement, sur tout le bassin nord du Pic-Saint-Loup. Le culte catholique s’organise autour de son église au style romano-byzantin bâtie à la fin du XIe siècle et au début du XIIe, mais très endommagée au cours de la guerre des Camisards (1703). En 1715, les habitants reconstruisent la maison presbytérale. À partir de 1790, la commune est dotée d’un conseil municipal et la communauté traverse la Révolution française et les changements de régimes politiques du XIXe siècle sans difficultés particulières. La vie politique s’organise autour de maires d’abord nommés puis élus ; Jean-Jacques Viala devient le premier maire. Par décret du 30 novembre 1918, et suivant la délibération du conseil municipal du 13 juin, la commune de Ferrières s’adjoint la dénomination « les Verreries » afin de se distinguer de la commune héraultaise de Ferrières-Poussarou.
Au XXe siècle, l’histoire de Ferrières-les-Verreries reflète les évènements majeurs de l’Histoire de France et de l’histoire locale : guerre 1914-1918, crise de l’Entre-deux-guerres, guerre 1939-1945, exode rural… Des chantiers concernant les bâtiments communaux sont engagés tout au long du siècle et permettent de moderniser le village. Parallèlement, la commune qui ne comptait plus que 11 habitants en 1968, connaît un regain d’attractivité dans les années 2000 et voit sa population franchir le cap des 60 habitants en 2010.

### Préhistoire
Le site revêt un tel intérêt archéologique spécifique que les spécialistes ont donné le nom de ferrérien à une civilisation originale du âge du cuivre qui s'est développée dans un large secteur.

## Politique et administration
| Période          | Période       | Identité               | Étiquette | Qualité                                                                                                   |
| ---------------- | ------------- | ---------------------- | --------- | --- |
| 1712             |               | Jean Granier           |           | Consul |
| 1717             |               | Antoine Viala          |           | Consul |
| 1721             |               | Jean Reboul            |           | Consul |
| 1723             |               | Claude De Girard       |           | Consul |
| 1745             |               | Jean Granier           |           | Consul |
| 1755             |               | Jean Viala             |           | Consul |
| 1766             |               | Jean Reboul            |           | Consul |
| 1768             |               | Jean Cabane            |           | Consul |
| 1781             |               | Jean Reboul            |           | Consul |
| 1790             |               | Jean-Jacques Viala     |           | Maire |
| 1793             |               | Jean Reboul            |           | Agent municipal (la Convention avait concentré l'administration communale au chef-lieu de canton (Claret) |
| 1797             |               | Jean-Jacques Viala     |           | Agent municipal (la Convention avait concentré l'administration communale au chef-lieu de canton (Claret) |
| 1799             |               | Jean Dumas             |           | Agent municipal (la Convention avait concentré l'administration communale au chef-lieu de canton (Claret) |
| 1800             |               | Jean Lacan             |           | Agent municipal (la Convention avait concentré l'administration communale au chef-lieu de canton (Claret) |
| 1801             |               | Jean-Jacques Viala     |           | Maire |
| 1843             |               | Antoine Cabane         |           | Maire |
| 23 novembre 1846 |               | Jean-Louis Cabane      |           | Maire, nommé au nom du roi                                                                                |
| 29 août 1848     |               | Jean-Jacques Viala     |           | Maire; Propriétaire                                                                                       |
| 15 juillet 1855  |               | Palmyre Viala          |           | Maire; Cultivateur                                                                                        |
| 19 août 1860     |               | Jean-Jacques Viala     |           | Maire, reconduit en 1865                                                                                  |
| 1870             |               | Pierre Viala           |           | Maire |
| 1881             |               | Fulcrand Cabane        |           | Maire |
| 1884             |               | Pierre Viala           |           | Maire |
| 1888             |               | Louis Goullyon         |           | Maire |
| 1892             |               | Charles Cabane         |           | Maire |
| 1925             | 1947          | Alphonse Eyraud Joly   |           | |
| 1947             | 1953          | Robert Bonnet          |           | |
| 1953             | 1965          | Pierre Maunier         |           | |
| 1965             | mars 1986     | Pierre Roustan         | SE        | |
| mars 1986        | mars 2001     | Thierry Bresson        | PS        | |
| mars 2001        | mars 2008     | Patricia Darellis      | SE        | |
| mars 2008        | 24 avril 2020 | Pierre-Georges Malfait | SE        | Retraité                                                                                                  |
| 2020             | En cours      | Christian Bourriague   |           | Ancien cadre                                                                                              |

| juin 1995 | mars 2001 | Thierry Bresson (Maire), Patricia Darellis (1er adjoint), Christian Bourriague (2ème adjoint), Mohamed Bahouar, Pierre L'Haridon, Pierre Ragot, Elise Causse, Xavier Bonnel, Paul Audat.                                 |
| mars 2001 | mars 2008 | Patricia Darellis (Maire), Pierre Trouche (1er adjoint), Françoise Filiu (2ème adjoint), Pierre L'Haridon, Mohamed Bahouar, Christine Grenache, Elisabeth Rolland, Chantal Haibe, Paul Audat.                            |
| mars 2008 | mars 2014 | Pierre-Georges Malfait (Maire), Michel Plan (1er adjoint), Georges Behem (2ème adjoint), Françoise Fassio, Yves Béraud, Yvonne Audat, Christian Bourriague, Mohamed Bahouar, Thierry Bresson.                            |
| mars 2014 | 2020      | Pierre-Georges Malfait (Maire), Michel Plan (1er adjoint), Georges Behem (2ème adjoint), Françoise Fassio, Christian Bourriague, Mohamed Bahouar, Thierry Bresson.                                                       |
| mars 2020 | En cours  | Christian Bourriague (Maire), Mireille Valat (1er adjoint), Georges Behem (2ème adjoint), Mohamed Bahouar, Yves Béraud, Thierry Bresson (décédé en cours de mandat), Pierre-Georges Malfait (décédé en cours de mandat). |

## Démographie
L'évolution du nombre d'habitants est connue à travers les recensements de la population effectués dans la commune depuis 1793. Pour les communes de moins de 10 000 habitants, une enquête de recensement portant sur toute la population est réalisée tous les cinq ans, les populations de référence des années intermédiaires étant quant à elles estimées par interpolation ou extrapolation. Pour la commune, le premier recensement exhaustif entrant dans le cadre du nouveau dispositif a été réalisé en 2005.

En 2022, la commune comptait 46 habitants, en évolution de −11,54 % par rapport à 2016 (Hérault : +7,49 %, France hors Mayotte : +2,11 %).
| 1793 | 1800 | 1806 | 1821 | 1831 | 1836 | 1841 | 1846 | 1851 |
| ---- | ---- | ---- | ---- | ---- | ---- | ---- | ---- | ---- |
| 59   | 72   | 52   | 39   | 44   | 48   | 42   | 62   | 71   |

| 1856 | 1861 | 1866 | 1872 | 1876 | 1881 | 1886 | 1891 | 1896 |
| ---- | ---- | ---- | ---- | ---- | ---- | ---- | ---- | ---- |
| 72   | 73   | 69   | 70   | 69   | 56   | 54   | 46   | 74   |

| 1901 | 1906 | 1911 | 1921 | 1926 | 1931 | 1936 | 1946 | 1954 |
| ---- | ---- | ---- | ---- | ---- | ---- | ---- | ---- | ---- |
| 60   | 53   | 55   | 46   | 65   | 62   | 45   | 48   | 30   |

| 1962 | 1968 | 1975 | 1982 | 1990 | 1999 | 2005 | 2006 | 2010 |
| ---- | ---- | ---- | ---- | ---- | ---- | ---- | ---- | ---- |
| 14   | 11   | 14   | 26   | 23   | 38   | 55   | 56   | 63   |

| 2015 | 2020 | 2022 | - | - | - | - | - | - |
| ---- | ---- | ---- | - | - | - | - | - | - |
| 55   | 47   | 46   | - | - | - | - | - | - |

## Économie

### Emploi
|                | 2008   | 2013   | 2018  |
| -------------- | ------ | ------ | ----- |
| Commune        | 7,1 %  | 16,7 % | 7,4 % |
| Département    | 10,1 % | 11,9 % | 12 %  |
| France entière | 8,3 %  | 10 %   | 10 %  |

En 2018, la population âgée de 15 à 64 ans s'élève à 28 personnes, parmi lesquelles on compte 74,1 % d'actifs (66,7 % ayant un emploi et 7,4 % de chômeurs) et 25,9 % d'inactifs,. Depuis 2008, le taux de chômage communal (au sens du recensement) des 15-64 ans est inférieur à celui de la France et du département.
La commune fait partie de la couronne de l'aire d'attraction de Montpellier, du fait qu'au moins 15 % des actifs travaillent dans le pôle,. Elle compte 6 emplois en 2018, contre 10 en 2013 et 8 en 2008. Le nombre d'actifs ayant un emploi résidant dans la commune est de 20, soit un indicateur de concentration d'emploi de 31,5 % et un taux d'activité parmi les 15 ans ou plus de 51,2 %.
Sur ces 20 actifs de 15 ans ou plus ayant un emploi, 5 travaillent dans la commune, soit 26 % des habitants. Pour se rendre au travail, 89,5 % des habitants utilisent un véhicule personnel ou de fonction à quatre roues et 10,5 % n'ont pas besoin de transport (travail au domicile).

### Activités hors agriculture
12 établissements sont implantés  à Ferrières-les-Verreries au 31 décembre 2019.
Le secteur des activités spécialisées, scientifiques et techniques et des activités de services administratifs et de soutien est prépondérant sur la commune puisqu'il représente 50 % du nombre total d'établissements de la commune (6 sur les 12 entreprises implantées  à Ferrières-les-Verreries), contre 17,1 % au niveau départemental.

### Agriculture
Le nombre d'exploitations agricoles en activité et ayant leur siège dans la commune est de 1 lors du recensement agricole de 2020 et la surface agricole utilisée de 18 ha,.

## Culture locale et patrimoine

### Lieux et monuments
- Église de la Nativité-de-Saint-Jean-Baptiste de Ferrières-les-Verreries. L'église romane date du XIe siècle, elle possède une cloche du fondeur montpelliérain Léonard Bordes classée monument historique[46] (1646) ;
- Dolmen de Ferrières[47] : sa construction remonte vers 2500-2300 av. J.-C. par les tribus du groupe de Ferrières. Son couloir fut utilisé pour inhumation par les gens du groupe de Fontbouisse (faciès héraultais) vers 2000 av. J.-C. Des fouilles ont montré l'existence d'un sanctuaire contenant cheveux et os, appartenant à un couple venant probablement du Nord de l'Europe. Le dolmen est composé d’une chambre rectangulaire et d’un long couloir axial dans lequel s’ouvre un second couloir terminé par une autre chambre étroite formant un appendice. Il a livré de nombreux objets archéologiques, vases, parures, lames de silex ;
- Dans la partie sud-est de la commune, les pentes nord du plateau de l'Hortus abritent plusieurs autres sites préhistoriques, ainsi que des phénomènes karstiques fréquentés par les spéléologues.

### Héraldique
| Blason de Ferrières-les-Verreries | Blason  | D'or à six fers à cheval de sable ordonnés 3, 2 et 1. |
| Blason de Ferrières-les-Verreries | Détails | Le statut officiel du blason reste à déterminer.      |